# Hadrotrichum cedrelae
Hadrotrichum cedrelae är en svampart som beskrevs av Jauch. Hadrotrichum cedrelae ingår i släktet Hadrotrichum, ordningen kolkärnsvampar, klassen Sordariomycetes, divisionen sporsäcksvampar och riket svampar.   Inga underarter finns listade i Catalogue of Life.